# Serebrianka (raion de Gaini)
Serebrianka (en rus: Серебрянка) és un poble (possiólok) del krai de Perm, a Rússia, que pertany al raion de Gaini. El 2010 tenia 631 habitants.